# Феодота
Феодо́та  (Федота; греч. Θεοδότη; около 780 — IX век) — византийская императрица, вторая супруга императора Константина VI Слепого.
Происходила из аристократической семьи Константинополя и была родственницей известного монаха-аскета Феодора Студита. Получила хорошее образование, отличалась красотой. Приблизительно в 793 года вошла в свиту императрицы Ирины. В 794 году в результате интриг императрицы стала любовницей императора Константина VI. В 795 году он развёлся со своей женой Марией и в сентябре женился на Феодоте. Она получила титул Августы. У них было двое детей: Лев (7 октября 796 — 1 мая 797) и неизвестный по имени второй сын (ум. 802/808), родившийся после свержения отца.
Этот брак спровоцировал конфликт между духовенством и императором. Противостояние с церковниками, которых возглавлял Сакудионський монастырь, продолжалось до начала 797 года, когда наконец Константин VI потерял терпение и приказал захватить монастырь, а его руководителей Платона Студита выслать в Фессалоники. В результате он потерял значительную поддержку войска и православной церкви. От него отступились иконоборцы, которые планировали с помощью Феодоты возобновить борьбу с иконами.
В августе 797 году Константин VI был свергнут в результате восстания во главе с его матерью Ириной. Феодота потеряла титул и поселилась вместе с ослеплённым мужем в Исидоровом дворце. Последнее упоминание о ней относится к 807 году, когда она уже была монахиней. Дальнейшая судьба неизвестна.